# Nauclea pobeguinii
Nauclea pobeguinii (synonym: Sarcocephalus pobeguinii) är ett träd som tillhör familjen måreväxter (Rubiaceae). Trädet blir 6-30 meter högt. Artens inhemska utbredningsområde är västra tropiska Afrika till Zambia.
Namnet badi har använts om trädet i Sverige.